# Midibus

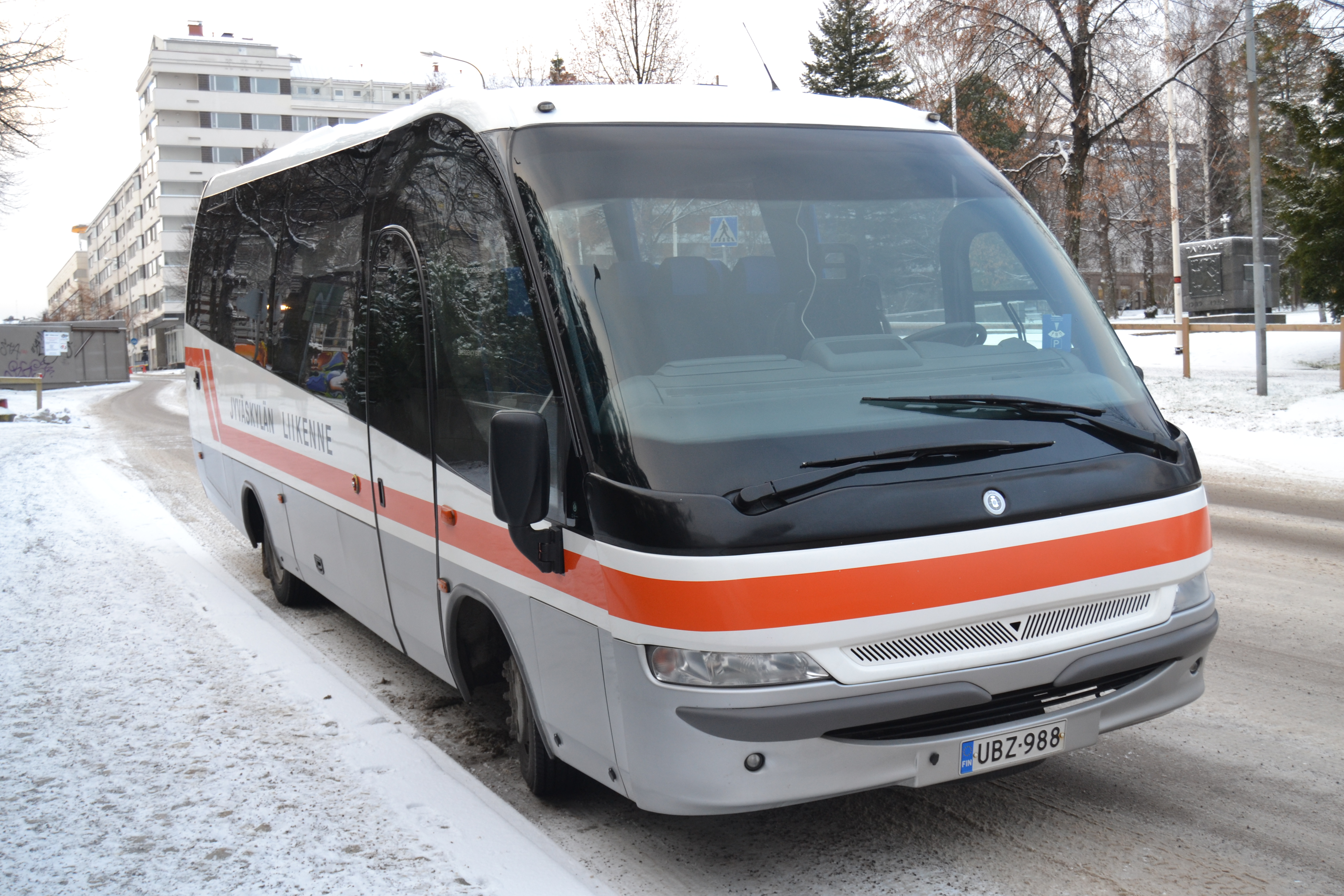
Un midibus Iveco Indcar Mago 2 in servizio a Jyväskylä (Finlandia)

Un midibus è un autobus urbano lungo circa 8-10 metri e di 2-4 m più corto rispetto ad un autobus standard. Introdotti su larga scala negli anni '80, tali veicoli vengono utilizzati nelle città piccole e nelle periferie delle grandi città. Le dimensioni e lo spazio di un midibus sono superiori a quelli di un minibus, ma significativamente inferiori a quelle degli autobus standard con telaio rigido, lunghi > 10,5 m. La lunghezza varia dagli 8 ai 10,5 m, la capienza complessiva è compresa fra 35 e 85 passeggeri. 
I midibus possono suddividersi in due tipi di modelli: quelli più grandi sono autobus nei quali la parte centrale (tra l'asse anteriore e la porta posteriore) è ridotta ed ha un minor numero di sedili, quelli più piccoli sono progettati con un numero inferiore di sporgenze sul muso e sul retro.
| Confronto dimensionale con gli altri tipi di autobus urbani | Confronto dimensionale con gli altri tipi di autobus urbani | Confronto dimensionale con gli altri tipi di autobus urbani | Confronto dimensionale con gli altri tipi di autobus urbani | Confronto dimensionale con gli altri tipi di autobus urbani |
| Tipo di veicolo                                             | Lunghezza in metri                                          | Numero posti a sedere                                       | Capienza passeggeri complessiva                             | Posizione del motore                                        |
| ----------------------------------------------------------- | ----------------------------------------------------------- | ----------------------------------------------------------- | ----------------------------------------------------------- | ----------------------------------------------------------- |
| Minibus                                                     | 6,0–7,5                                                     | 13–22                                                       | 20–35                                                       | anteriore                                                   |
| Midibus                                                     | 8,0–10,5                                                    | 20–30                                                       | 35–85                                                       | posteriore                                                  |
| Autobus                                                     | 10,6–12,0                                                   | 35–40                                                       | 100–105                                                     | posteriore                                                  |

## Marche e modelli

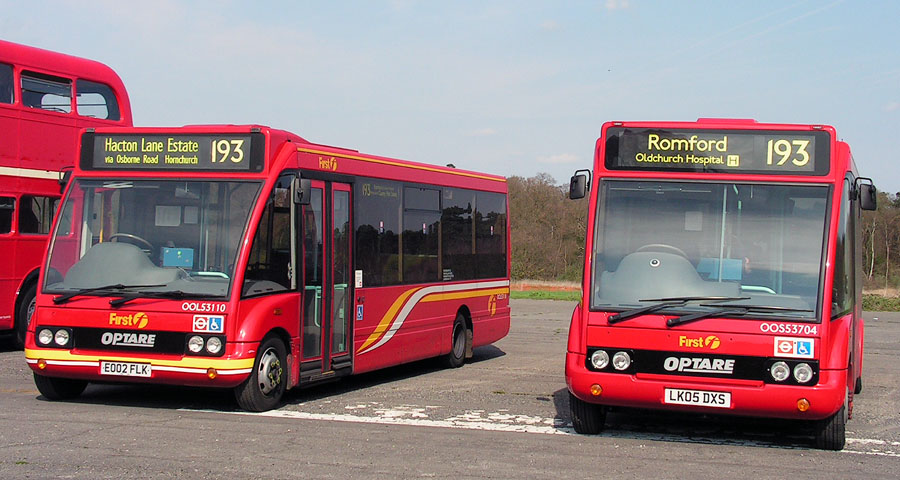
Due midibus Optare Solo

I modelli di midibus più grandi includono Citaro K di EvoBus, MAN Lion's City M e Volvo 7900 (10,6 m). Tra quelli con dimensioni più piccole figurano il Solaris Alpino, l'Heuliez GX137, il Van Hool NewA309 e l'Hess SwissAlpin. La Neoplan Centroliner e la Mercedes-Benz Cito prodotte fino al 2003 erano talvolta molto diffuse nei Paesi di lingua tedesca, ma ora vengono usate solo occasionalmente a causa della loro età. 
Oltre a Solaris Bus & Coach di fabbricazione polacca, ci sono altri modelli dell'Europa orientale come l'ungherese Ikarus 405 o il russo PAZ-3237, che possono essere considerati veri e propri midibus. Le marche Alexander Dennis, Wrightbus e Optare Solo sono spesso utilizzate in Gran Bretagna, in particolare il Dennis Dart è largamente impiegato a partire dagli anni Duemila.
Da segnalare infine l'Iveco Indcar, di produzione italo-spagnola, con le serie Next, Mago, Wing e Mobi.